# آمرلي
آمرلي (بالتركية: Emirli) هي مدينة ومركز قضاء عراقي في محافظة صلاح الدين العراقية كانت تتبع إداريا إلى قضاء طوز خورماتو. بحلول كانون الثاني 2017 تمت ترقيتها من ناحية إلى قضاء. آمرلي هي بلدة واقعة على وادي (كور دره) الذي يقسمها إلى نصفين. اشتهرت خلال الحصار الذي فرضه تنظيم داعش عليها عام 2014م.

## اللغة والدين
أغلب سكانها من الشيعة ويتحدث جميع سكانها اللغة التركمانية نظرا لقوميتهم التركمانية.

## سكان آمرلي
بلغ عدد السكان في ناحية آمرلي:
- عام 1977 م : 15104 نسمة
- عام 1987 م : 22522 نسمة
- عام 1997 م : 30173 نسمة
- عام 2014 م: 44202 نسمة

القرى التابعة لناحية آمرلي هي (بوسطاملى، پير أحمدلي، عبود، زنگيلي، براوجلي، قارا ناز، چارداغلى، بيّگ البو حسن، كيچّيگ البو حسن، دره اوباسى، صياد، ايرويزات، دراويش، بيّگ مفتول، كيچّيگ مفتول، پاشا گلَن، اوچ تپه، ثعيلب، خذر اوباسى).

## الجوامع والآثار
تضم آمرلي جامع محمد الأمين والإمام الصادق وجامع الإمام الحسين والأمين والإمام المهدي والإمام علي بن أبي طالب وغيرها.
تشتهر آمرلي بعدد من المناطق الأثرية، على غرار مقام الإمام الحسن بن علي بن أبي طالب وده ده مردان تكيه سي ومقبرة الإمام الحسن ومقبرة (كومّت) شرق المدينة وباشقا قيز تپه سي.

## أحداث
حصار آمرلي هو حصار بدأ بعد سيطرة تنظيم داعش في حزيران 2014 على الموصل وسيطرته على أغلب مناطق محافظة صلاح الدين حيث تم فرض حصار كبير على آمرلي ومنع دخول الماء والغذاء للسكان حيث حاول تنظيم داعش اقتحام الناحية عدة مرات وبدء أول هجوم له استعمل فيه (3) دبابات (6) همرات (3) مدرعات استولا عليها عندما سيطر على مدينة الموصل وبلغ عدد مقاتلي التنظيم 300 مقاتل في أول هجوم حيث صدة أهالي الناحية حوالي (30) هجمة انتحارية وبعد 84 يوما تم فك الحصار عن الناحية وقتل أكثر من (700) مسلح وبلغ ضحايا المدنيين حوالي (100) ضحية نتيجة الهجمات ثم دخلت فصائل الحشد الشعبي والقوات الأمنية الناحية بعد 84 يوم على الحصار